# Retroville
Retroville – centrum handlowe w rejonie podilskim w Kijowie. Wybudowane w 2020 roku, zostało zniszczone przez rosyjski ostrzał 20 marca 2022 roku podczas rosyjskiej inwazji na Ukrainę. Budowa trwała 6 lat i zakończyła się pod koniec czerwca 2020 r.
Wieczorem 20 marca 2022 Retroville zostało zniszczone przez rosyjski atak rakietowy. Budynek uległ częściowemu zniszczeniu, tak samo jak dawny parking i zaparkowane samochody; siła eksplozji była tak silna, że w pobliskich blokach wyleciały szyby. Zginęło co najmniej 8 osób. Rosyjskie Ministerstwo Obrony oświadczyło, że ukraińscy żołnierze przechowywali w centrum handlowym m.in. wyrzutnię rakiet.